# Дитрих IV фон Лимбург-Бройч
Дитрих IV (II) фон Лимбург-Бройч (на немски: Dietrich IV/II von Limburg-Broich; * ок. 1330; † 8 юли 1400) от фамилията Изенберг е управляващ граф на Лимбург (1364 – 1400), граф на Хоен-Лимбург, господар на Бройч (1364 – 1400) (днес част от Мюлхайм). Основател е на „графската линия Лимбург-Бройч“.

## Биография
Той е големият син на граф Еберхард II фон Лимбург († 1344 или ок. 1354) и съпругата му Юта фон Сайн-Сайн († сл. 1380), дъщеря на граф Йохан I фон Сайн († 1324) и втората му съпруга Кунигунда фон Нойербург († ок. 1347). Брат е на Йохан фон Лимбург († 1410/1411), господар на Лимбург.
Дитрих IV фон Лимбург-Бройч наследява през 1364 г. дядо си Дитрих III фон Лимбург († 9 август 1364) и купува през 1370 г. Фитингхоф (в Есен).
След смъртта на тъста му Дитрих V фон Бройч († 1372) се започват дълги наследствени конфликти заради господството Бройч между Дитрих IV фон Лимбург и Фридрих II фон Вефелингховен († 1428) (съпруг на другата дъщеря Ирмгард). Херцог Вилхелм I фон Берг решава чрез съд през 1382 г., че собственостите на левия бряг на Рейн попадат на господарите фон Вефелингховен, а десните собствености на река Рейн отиват на господарите фон Лимбург.
Дитрих IV фон Лимбург е пленен в „битката при Клеверхам“ при Клеве на 7 юни 1397 г. и е освободен след плащането на голяма сума. След това той оставя на 30 юни 1397 г. господството Бройч на сина си Вилхелм I. Той умира на 8 юли 1400 г.

## Фамилия
Дитрих IV фон Лимбург-Бройч се жени на 3 юли 1371 г. за Лукардис фон Бройч († между 1 януари и 4 декември 1412), дъщеря на рицар Дитрих V фон Бройч/III († 1372) и Катарина фон Щайнфурт († сл. 1391). Те имат осем деца:
- Елизабет фон Лимбург (* ок. 1372; † ок. 1417), омъжена 1385 г. за Дитрих IV фон Фолмещайн († 1396)
- Вилхелм I фон Лимбург-Бройч (* 1385; † 28 февруари 1459), граф на Хоен-Лимбург, господар на Бройч-Бедбург, женен на 24 април 1403 (пр. 15 август 1397) за Маргарета (Метца) фон Райфершайт, наследничка на Бедбург († 1437/сл. 1451)
- Дитрих V фон Лимбург-Бройч (* 1387; † 16 януари 1444), граф на Лимбург-Щирум, господар на Бройч-Фитингхоф, женен на 3 февруари 1415 г. за Хенрика фон Виш († сл. 1459)
- Анна фон Лимбург (* 1388; † сл. 1432), омъжена за Бернд V фон Хьорде († сл. 1454)
- Лукарда фон Лимбург (* 1389; † сл. 1422), монахиня в Кьолн
- Маргарета фон Лимбург (* 1391; † 4 юни 1460), прьопстин на манастир Релингхаузен, 1426 г. избрана, но непризната княжеска абатиса на манастир Есен
- Юта фон Лимбург (* 1392; † сл. 1412/сл. 1452), омъжена за рицар Бернд фон Щрюнкеде († сл. 1458)
- Агнес фон Лимбург (* 1394), омъжена за Хайнрих II фон Хорстмар-Ахауз (* пр. 1388; † сл. 1467)

Вдовицата му Лукардис фон Бройч умира като прьопстин/приорес на манастир Релингхаузен (в Есен).